# Ismael Martínez-Liébana
Ismael Martínez Liébana (Zamora, 23 de junio de 1958) es un filósofo y profesor de filosofía de la Universidad Complutense de Madrid.
Representante destacado en España del llamado Realismo Volitivo, corriente filosófica que considera que el punto de partida de la Metafísica y de la Teoría del Conocimiento ha de fijarse en el encuentro del yo volente con el no Yo-resistente. Este encuentro solo es posible merced al tacto en movimiento, sentido háptico que se erige en el genuino medio para el descubrimiento y constitución del mundo, de la realidad y del ser.
Asimismo, y siguiendo las huellas de la filosofía racionalista de Occidente (Platón, Agustín de Hipona, Anselmo de Canterbury, Descartes, Malebranche, Leibniz, Hegel, etcétera) y, sobre todo, las ideas y principios básicos de Husserl en el tomo I de las Investigaciones lógicas y las enseñanzas de sus discípulos del Círculo de Gotinga (Adolf Reinach, Edith Stein, Theodor Conrad, Hans Lipps, Alexander Pfänder, Hean Hering, Alexandre Koyré, Dietrich von Hildebrand, Hedwig Conrad Martius, etcétera), se inscribe claramente en la corriente filosófica del Realismo Fenomenológico, habiendo hecho en este campo interesantes aportaciones en relación con el célebre argumento ontológico de la existencia de Dios.

## Vida

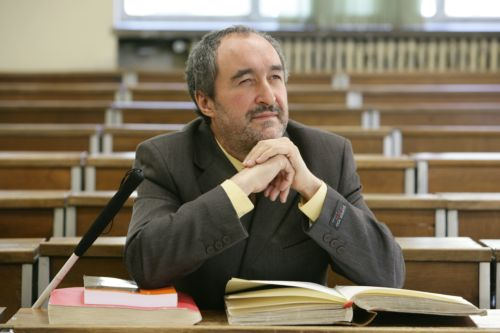
Ismael Martínez Liébana.

Nació en (Zamora, España), el 23 de junio de 1958, aunque muy poco después un ascenso de su padre, Guardia Civil, conllevaría el traslado de la familia a diferentes destinos de la misma provincia zamorana: Castro de Alcañices, Nuez de Aliste y finalmente a Tábara, lugar de nacimiento del poeta León Felipe, en el que el filósofo pasa su infancia e inicia los estudios de Educación Primaria. Los años vividos en esta localidad zamorana son años que el filósofo recordará siempre con nostalgia y con cariño; son los años, escasos años (años sesenta) de su vida como persona vidente.

### Un despertar a la adolescencia marcado por la pérdida de la vista
Sin embargo, la necesidad de recibir una educación especial tras quedar ciego a los nueve años debido a una meningitis infantil, le obligaría a continuar la Enseñanza Básica y a desarrollar la Secundaria en Pontevedra y en Madrid, en sendos centros educativos de la Organización Nacional de Ciegos Españoles, organización de la cual formará parte desde entonces como afiliado.
El brusco cambio que la ceguera introduce en su vida influirá decisivamente en su trayectoria personal e intelectual posterior. En los mencionados centros de la ONCE, aparte de cursar los estudios reglados que por edad le corresponden (completar la Educación Primaria y realizar el Bachillerato), Martínez-Liébana ha de adaptarse paulatinamente a su nueva situación sensorial, instruyéndose en el aprendizaje del sistema braille y adiestrándose en el manejo y utilización de diferentes técnicas de orientación y movilidad en el espacio y de desenvolvimiento en actividades comunes de vida diaria. Son años duros que van conformando un carácter fuerte y una voluntad decidida de superación y de adquirir cada vez más saber y conocimientos. Al final de este período, aflora ya con claridad su interés por la Filosofía y las Humanidades. En lo académico, la etapa culmina con la obtención del Premio Extraordinario de Bachillerato.
La figura de su padre, Juan Martínez Río, es clave en la formación personal y académica del filósofo. Su influencia sobre este es constante y absolutamente decisiva. Hereda de él un espíritu voluntarioso, metódico y disciplinado que le ayudará sobremanera en su lucha por la adaptación a una realidad exterior no pensada ni diseñada en principio para el desenvolvimiento en ella de las personas privadas de vista. Necesitado para sus estudios de lecturas permanentes y ante la imposibilidad de disponer en sistema braille de la totalidad de los textos correspondientes, su padre le lee incansablemente, aunque en no pocas ocasiones haya de leerle escritos que él (de formación académica básica y meramente autodidacta) no comprenda en absoluto.

### Los estudios universitarios: el cultivo de una vocación filosófica

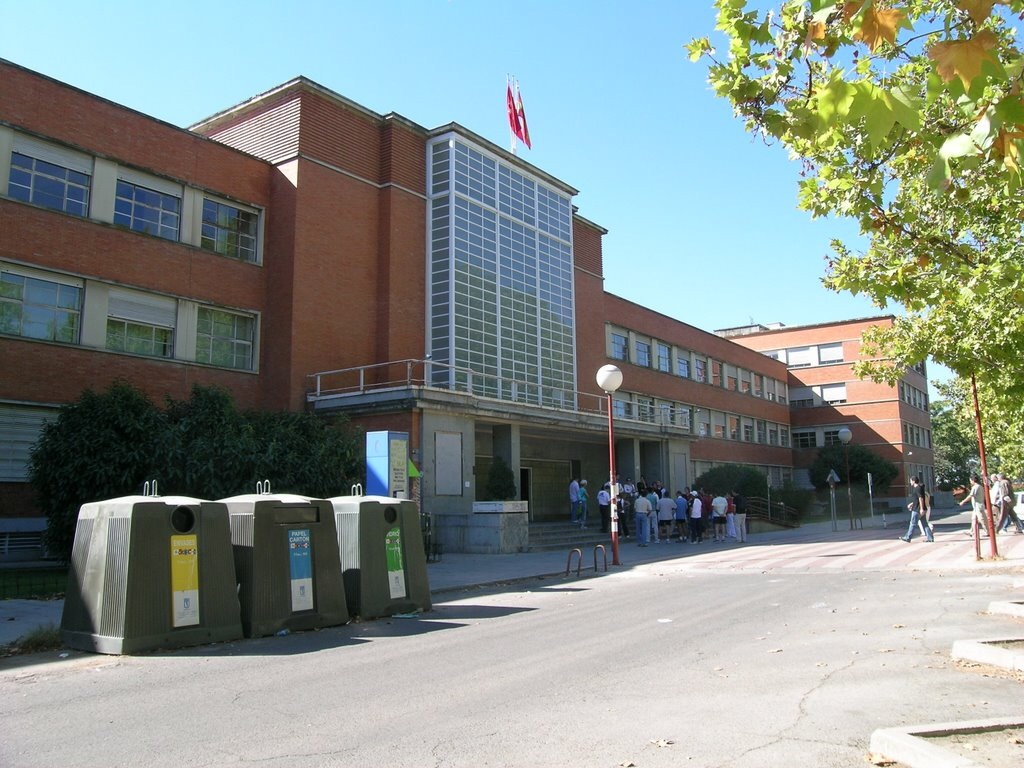
Fachada principal de la Facultad de Filosofía de la Universidad Complutense de Madrid.

Cursó los estudios de Filosofía y Ciencias de la Educación en la Facultad de Filosofía de la Universidad Complutense de Madrid, centro en el que completará los estudios de Educación Superior y desarrollará su posterior trayectoria docente. Obtuvo la licenciatura en 1982 con la calificación de “Sobresaliente” y Premio Extraordinario, recibiendo asimismo el Primer Premio Nacional de Terminación de Estudios, otorgado por el Instituto Nacional de Asistencia y Promoción del Estudiante del Ministerio de Educación y Ciencia, y el Primer Premio Fin de Carrera, otorgado por la ONCE.
Habiendo conseguido previamente los títulos de suficiencia y aptitud en el idioma francés, logra en el mismo año (1982) el certificado de traductor en dicha lengua. El dominio que el filósofo adquiere de esta lengua será un factor relevante en la elección de la trayectoria investigadora que inicie a partir de entonces, que centrará en un principio en el estudio de la aportación del filósofo francés Étienne Bonnot de Condillac a la Teoría del Conocimiento. Con este objeto, viaja durante varios veranos a la ciudad francesa de Grenoble, lugar de nacimiento de Condillac, donde, además de profundizar en el conocimiento y manejo de la lengua aprendida, da comienzo a su investigación sobre la contribución condillaciana al problema gnoseológico de la aprehensión y constitución táctiles del mundo.
Tras realizar el curso de Doctorado con el que daría inicio al trabajo de investigación correspondiente a la tesis doctoral, disfruta durante el período 1983-1986 de una Beca de Formación del Personal Investigador, concedida por el Ministerio de Educación y Ciencia. Durante esta etapa comienza también su docencia práctica en el Departamento de Metafísica de la Facultad de Filosofía, desempeñando de aquí en adelante las tareas de dirección y coordinación de numerosos seminarios sobre temática y autores de acusada tradición metafísica y gnoseológica: Kant y la Crítica de la razón pura, Descartes y las Meditaciones, Brentano y el argumento ontológico, Condillac y el descubrimiento y constitución del mundo externo, etcétera. En 1988 dio inicio a su trayectoria académica profesional al ser contratado como Ayudante de Facultad.

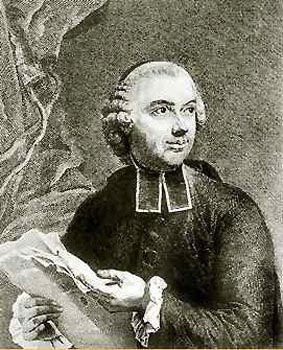
Étienne Bonnot de Condillac (1715-1780). Filosofía del tacto revelador y del tacto educador.

La pérdida de su novia, muerta en trágico accidente, dejará en Martínez-Liébana una huella indeleble, que tendrá consecuencias notables en la orientación de su pensamiento y en el modo de afrontar problemas clave de la reflexión filosófica: existencia de Dios  [↓A] y su relación con el hombre, sentido y finalidad de lo finito  [↓B], existencia y naturaleza del mal, límites de la cognoscibilidad humana, muerte  [↓C] e inmortalidad, etcétera.
En 1989 leyó su tesis doctoral, titulada Tacto y constitución del mundo. La teoría del conocimiento de Condillac, calificada de Apto “Cum Laude” por Unanimidad y dirigida por el filósofo Sergio Rábade Romeo, obteniendo por ella el Premio Extraordinario, otorgado por la Universidad Complutense de Madrid, y el Premio Fin de Etapa Educativa, otorgado por la ONCE. En este primer trabajo serio de investigación, se contienen ya en germen algunas de las principales tesis filosóficas del pensador zamorano en torno a su realismo volitivo y a la constitución volitivotáctil del ser y la realidad .
Fue contratado como Profesor Asociado en 1993, quedando desde entonces adscrito al Departamento de Filosofía I (Metafísica y Teoría del Conocimiento). Será en 2002 cuando logre la plaza de Profesor Titular de Universidad, convirtiéndose en la primera persona invidente que alcanza la titularidad en una universidad española, acontecimiento que tendrá la correspondiente repercusión en los medios de comunicación, de prensa escrita, radiada  [↓D] y televisada  [↓E].

### Docencia e investigación universitarias y actividad en el ámbito de la discapacidad
Tanto en la esfera de la docencia práctica como en la de la docencia teórica, la cual comenzó en 1990, su magisterio se verá siempre expresado en la impartición de seminarios y asignaturas cuya temática abarcará cuestiones fundamentales de la Filosofía, la Metafísica y la Teoría del Conocimiento. Por otro lado, su actividad docente no solo se ve compaginada con la consecuente actividad investigadora, encarnada en la participación, ya como organizador, ya como ponente, en numerosos programas de investigación y congresos, así como en la publicación de diversas obras y artículos científicos, sino que además ambas tareas académico-filosóficas se complementan con un intenso trabajo, tanto práctico como teórico, llevado a cabo en el campo de la discapacidad. Dicho trabajo se concreta en el desempeño desde 1993 del cargo de Asesor de la ONCE en materia de publicaciones educativas y de relaciones con universidades, y en la reflexión continuada y la participación activa relativas a los ámbitos políticos y sociales de la promoción de la educación especial, la superación de las barreras, la lucha contra la discriminación de las personas discapacitadas y la comprensión de las categorías fundamentales de la integración y la discapacidad en general  [↓F].

## Pensamiento
Las aportaciones e intereses filosóficos de Ismael Martínez-Liébana pueden concretarse esencialmente en tres líneas diferentes de investigación metafísica:

### Fundamentos de Filosofía
La primera de ellas, de índole básica y general, se refiere a la precisa y explícita dilucidación de grandes problemas clásicos de la Metafísica, como el de la posibilidad, esencia y fuentes del conocimiento, el estatuto ontológico de los universales, la relación mente-cuerpo, la existencia de libertad en el hombre, el principio supremo de la moralidad o la existencia de Dios. En esta dirección, es de notar cómo la reflexión del filósofo se verá siempre azotada por el ánimo de enfrontar directamente y en sí mismas las grandes cuestiones planteadas desde siempre a la reflexión filosófica, examinando y valorando escrupulosamente las tesis alternativas al respecto. Es de destacar en esta línea el interés del filósofo por el argumento ontológico de la existencia de Dios, argumento que él plantea y analiza sobre todo a la luz del llamado Realismo fenomenológico (ver más adelante). Las obras Introducción a la teoría del conocimiento (1996) y Fundamentos de Filosofía (1999) son buen reflejo de esta intensa labor crítica y analítica.

### Realismo Volitivo y Ontología Volitivotáctil

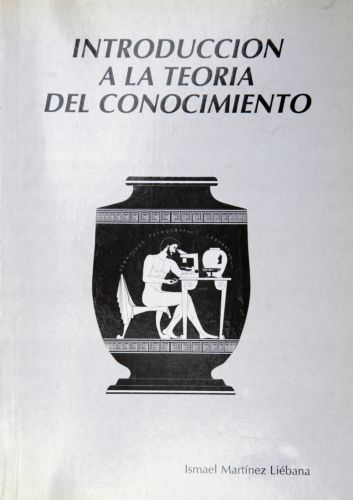
Análisis filosófico de tres problemas fundamentales del conocimiento.

La segunda línea de investigación filosófica es, tal vez, aquella en la que el pensador se nos muestra con mayor originalidad. Ante todo, tiene que ver directamente con el problema del conocimiento del mundo externo y el intento de superación de las dos posiciones antitéticas correspondientes: el realismo y el idealismo.

#### Tacto y constitución del mundo externo
Será en especial el tratamiento metódico y sistemático que de este problema llevó a cabo la filosofía de la Modernidad el que atraiga desde un principio su atención e interés (véase, por ejemplo, El problema del conocimiento del mundo externo en Descartes, Locke y Berkeley, 1996), si bien esta preocupación inicial habría de ir poco a poco matizándose, hasta concretarse en una perspectiva y en un desarrollo específicos, a saber, los llevados a cabo por la filosofía de Condillac, principalmente expuesta en el Traité des sensations (1754) (véase Tacto y objetividad. El problema en la psicología de Condillac, 1996, y La teoría de la sensación transformada o el delirio del sensismo, 1998). La importancia decisiva que Condillac confiere al sentido del tacto en el proceso de captación y constitución de lo externo presenta, en efecto, una estrecha relación con el principal modo de acceso al mundo y de trato cognoscitivo con este de Martínez-Liébana: el hecho de que el mundo exterior se le presentara a él primaria y esencialmente en formas y cualidades táctiles, le haría concebir desde un principio la esperanza de poder acometer la tarea que se proponía en este ámbito desde una posición singular y, posiblemente, privilegiada. Examinar y estudiar detenidamente cuál es la aportación específica de cada sentido en el proceso de aprehensión y constitución de lo real externo, y si eso real externo queda diferentemente determinado y categorizado en función de la peculiar índole sensorial constituyente: he ahí la finalidad última que en este ámbito el filósofo se proponía, pretendiendo este arribar así a un resultado genuinamente metafísico, ontológico, sobre la base de una investigación directa y propiamente gnoseológica.

#### La tercera vía de la Metafísica: propuesta de un paradigma volitivotáctil
No obstante, en el marco general de esta segunda línea de investigación metafísica, Martínez-Liébana también dedicará buena parte de su reflexión al estudio del ensayo orteguiano de superación de las tesis clásicas del realismo y del idealismo, sobre la base de una interpretación rigurosa y fenomenológicamente fundada del dato radical o primera evidencia del pensar metafísico (véase “Perspectivismo y vitalismo: un ensayo de superación de escepticismo e idealismo”, 1998). Tal investigación supondrá un apoyo para la pretensión de fundamentar sobre base sólida la categorización general de lo real, concebida como una estructura bipolar, integrada por dos elementos diferentes y contrapuestos pero indisociablemente relacionados entre sí: el yo volente y el no-yo resistente.
Esta línea de investigación adquiere singular relevancia a partir de la reflexión del filósofo acerca de un problema capital de percepción sensorial, planteado a John Locke a fines del siglo XVII por el científico irlandés William Molyneux, y que aquel reproduce en la segunda edición de su Essay concerning human understanding (1694). El estudio de dicho problema, relativo a la interconexión entre los sentidos y a la posibilidad de reconocer a través de, por ejemplo, la vista, objetos que previamente solo han sido conocidos a través del tacto, lleva a Martínez-Liébana a plantearse si una alteración en la aprehensión y constitución sensorial del mundo, como es, por ejemplo, el caso de los ciegos de nacimiento, no habría de traer también como necesaria consecuencia una esencial alteración en el comportamiento espiritual superior. En efecto, si, como podría ser el caso, la estructura y configuración perceptivas de cada sentido nada tuviesen que ver entre sí, y si, además, ellas fueran la base y origen de un correspondiente y peculiar desarrollo espiritual, se comprendería fácilmente que, por ejemplo, las manifestaciones espirituales del vidente (su Psicología, su Ética, su Estética, su Metafísica, etcétera) habrían de ser muy diferentes de las propias del ciego. Este habría de tener, según esto, un singular y genuino comportamiento psíquico en todas sus facetas (cognitiva, afectiva y volitiva), una peculiar apreciación del valor (de lo bueno y de lo bello), una intransferible concepción del ser y de la verdad, etcétera (véase “El ciego de Molyneux: un problema metafísico sobre interconexión sensorial”, 2002).
Es patente que la historia del desarrollo espiritual de la Humanidad en todas sus diversas expresiones y manifestaciones -razona el filósofo-, ha sido la historia de un determinado tipo de desarrollo espiritual, el desarrollo espiritual del vidente. De acuerdo con esta interpretación, por ejemplo, la Metafísica, de Parménides a Heidegger, ha sido la Metafísica elaborada desde una peculiar perspectiva sensorial: la perspectiva del ojo. Los conceptos, categorías, supuestos, modelos, etcétera, de esta metafísica oculocéntrica revelarían palmariamente el sesgo de esta perspectiva. Así, por ejemplo, conceptos como los de eîdos, morphé, extensión y pensamiento, intuición pura o categoría; términos como los de “idea” o “teoría”, o metáforas como las de la luz, el sol o la iluminación (empleados reiteradamente en la Ontología y la Teoría del Conocimiento tradicionales) serían buena prueba de ello. Según esta interpretación, que constituye una de las principales tesis del pensamiento filosófico de Martínez-Liébana, la historia de la Metafísica de Occidente habría sido, en lo esencial y salvo raras excepciones, la historia, la lamentable historia del exclusivismo cognoscitivovisual y del consiguiente olvido de otras formas de acceso cognoscitivo al ser (principalmente la volitivotáctil).
Frente a esta perspectiva preponderante y como complemento a ella, reivindica abiertamente el filósofo en su reflexión metafísica una interpretación alternativa del ser, concebido ante todo como ob-jeto, como lo o-puesto a la conciencia, y en esa medida, como resistencia. Según esto, el paradigma cognoscitivovisual en el tratamiento de la Ontología habría de dar paso a un paradigma volitivotáctil, en el que la conciencia es ante todo esfuerzo e impulso, y el ser, opacidad y resistencia. Esta Metafísica alternativa, esta especie de Crítica de la razón volitivotáctil, cuyos fundamentos podemos hallar en una secuencia histórica que va de Condillac a Bergson, pasando por Destutt de Tracy, Maine de Biran, Schopenhauer, Dilthey, Max Scheler y Whitehead, nos sitúa ante una nueva perspectiva del ser, diferente por esencia de la perspectiva “clásica” y de la perspectiva “moderna”, constituyendo claramente lo que podríamos llamar “tercera vía” de la Metafísica. La mencionada Crítica de la razón volitivotáctil, cuya finalidad esencial sería poner de relieve tanto la originariedad e irreductibilidad de esta nueva metafísica como el fundamento, posibilidad y objetividad de sus categorías fundamentales, debería constituir, tal vez, sostiene Martínez-Liébana, la piedra de toque y el punto de arranque para una interpretación alternativa del ser, del hombre y de la relación existente entre ambos (véase, por ejemplo, “Ser y resistencia: Fundamentos de una Ontología volitiva”, 2001, y “El sistema braille o de la palabra “digital” a la inteligencia táctil. Contribuciones a la fundamentación de una metafísica volitivotáctil”, 2006).

### Argumento ontológico de la existencia de Dios y esencias objetivamente necesarias

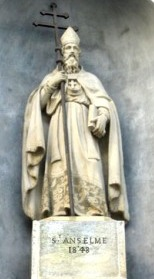
Anselmo de Canterbury, primer formulador del argumento ontológico de la existencia de Dios.

El argumento ontológico de la existencia de Dios, formulado inicialmente por Anselmo de Canterbury en la segunda mitad del siglo XI y examinado y discutido desde entonces por los más grandes pensadores de todos los tiempos, es objeto por parte del filósofo de un especial interés y atención. A su juicio, este argumento pone de relieve y compendia admirablemente los más graves y profundos problemas del pensar metafísico. Por ello, pronunciarse ante la validez de esta célebre prueba es, eo ipso, pronunciarse ante la fuerza y valor de las tesis más hondas y señaladas de la Metafísica. De ahí que, según Martínez-Liébana, el examen y análisis de este argumento constituya una excelente introducción al estudio de los problemas más relevantes y significativos del saber metafísico. Aceptar o recusar la validez del argumento anselmiano determinará, por ejemplo, la peculiar posición que se adopte ante el problema del ser, la diversa relación entre esencia y existencia en los diferentes tipos de entes, la peculiar cognoscibilidad de una y otra en cada caso, la relación entre pensar y ser y posibilidad y realidad, la distinción categorial fundamental entre ser contingente y ser necesario, etcétera.

#### Los supuestos metafísicos fundamentales subyacentes en la defensa del argumento ontológico
En concordancia con otros notables miembros del Realismo Fenomenológico (sobre todo Josef Seifert y Rogelio Rovira), tesis central del filósofo a este respecto es que una certera y lograda defensa del argumento ontológico solo puede hacerse sobre la base de la aceptación de cuatro supuestos metafísicos fundamentales:
1º. La admisión de esencias objetivamente necesarias (notwendige Wesenheiten), esencias cuya entidad objetiva y trascendente es independiente de su realización fáctica en el mundo real de los entes concretos. Entre estas esencias ha de hallarse la del ente infinito. Probar la objetividad y trascendencia de esta esencia como esencia necesaria y no como mera ficción o ideación subjetiva del entendimiento humano, es tarea principalísima de la Ciencia del ser.
2º. La cognoscibilidad humana de esta esencia, al menos en un nivel suficiente como para captar en ella, como una propiedad suya, la existencia real y necesaria. Según esto, a pesar de su sobreabundancia óntica, esta esencia (se trata de la esencia del ente infinito) es, no obstante, accesible al humano entendimiento, al menos a los efectos que interesan al argumento ontológico.
3º. La existencia, en el caso de los entes finitos, aun no siendo un predicado quiditativo, un predicado de esencia (un predicado, por tanto, equiparable a los predicados que caracterizan lo que un ente es, que definen su esencia), es, sin embargo, un predicado real, el predicado real fundamental, sin el que el ente (el ente finito contingente) es pura posibilidad, posibilidad que no ha alcanzado su realización correspondiente. Por tanto, la existencia lo es todo con respecto a este ser, le añade lo que tiene de más sustantivo. La inexistencia, por su parte, le quita todo al quitarle el hecho mismo de ser.
4º. La existencia, en el caso del ente infinito (y solo en él), es un predicado de esencia más, tal vez, incluso, el único que cabe atribuir con absoluta propiedad a este ente singularísimo (el Ente infinito como puro ser, como ser mismo subsistente, como ipsum esse subsistens).
El examen y esclarecimiento de los dos primeros supuestos, lo lleva a cabo el filósofo, sobre todo, en el escrito “¿Parte el argumento ontológico de un concepto meramente subjetivo o del conocimiento de una esencia objetiva y trascendente?: Dos líneas de investigación metafísica opuestas e irreconciliables” (2004). Aquí Martínez-Liébana pone claramente de relieve, ante todo, frente a Kant y Brentano, que la imputación de sofisma lógico que ellos hacen al argumento, es infundada si su punto de partida no es un mero concepto subjetivo del pensar, como ellos creen, sino, precisamente, lo que en verdad es: una esencia trascendente, objetivamente necesaria. De este modo, el argumento no cometería el salto ilegítimo del pensar al ser (no sería así una simple metábasis eis állo génos), dado que se movería desde el principio en el ámbito del ser, de la realidad, ni incurriría tampoco (lo que sería aún más grave) en una burda petitio principii, pues al partir de una esencia objetivamente necesaria (de una esencia cuya objetividad, por tanto, no depende de su realización fáctica existencial), no daría ya por supuesto lo que precisamente habría que demostrar, a saber: la existencia misma de esta esencia.
A su vez, del estudio y dilucidación de los dos últimos supuestos metafísicos del argumento se ocupa el filósofo en el artículo “¿Es la existencia un predicado real?: Una nueva dilucidación fenomenológica de los fundamentos metafísicos del argumento ontológico” (2005). De este modo, si en el anterior (sobre la base de lo que en suma pretende hacer ver el argumento: la evidencia inmediata de la verdad de la proposición “Dios existe”) Martínez-Liébana se hace cargo de la índole metafísica de la realidad apuntada por el sujeto “Dios” y de los graves problemas que ésta plantea, en este, por su parte, examina el tipo de entidad a que se refiere el predicado de esta proposición así como la relación que mantiene con el ser a que apunta el sujeto de la misma. Su investigación recae, pues, aquí sobre la índole metafísica de la existencia. Determinar con precisión cuál es ésta, qué papel desempeña en los diferentes tipos de seres, qué diferente relación mantiene con sus respectivas esencias y de qué tipo de conocimiento es susceptible en cada caso, son algunas de las cuestiones más relevantes a las que este nuevo escrito aspira a responder.

#### El argumento ontológico como expresión de la problemática esencial definitoria de la tradición metafísica

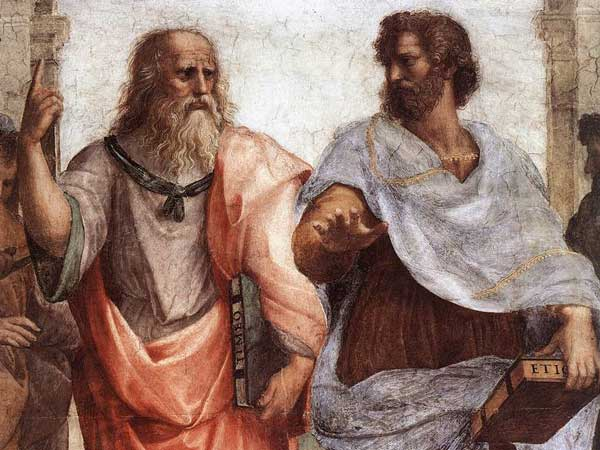
"La Escuela de Atenas", Rafael Sanzio. Dos diferentes líneas de investigación en la historia de la Metafísica.

En concreto y por encima de todo, el autor examina y somete a crítica los dos últimos supuestos metafísicos ya apuntados, con respecto a los cuales formula en él sendas preguntas, cuya resolución constituye su objetivo prioritario:
1. ¿Es la existencia un predicado real? ¿Con respecto al ente finito, es la existencia un atributo óntico más, tal vez el atributo óntico fundamental, sin el que no quepa hablar propiamente de ente finito real?
2. ¿Con respecto al Ente infinito, es la existencia un predicado quiditativo más? ¿Forma parte la existencia de lo que este Ente singular es, del conjunto de atributos o cualidades que esencialmente lo definen? ¿En el caso de este ente único y peculiarísimo, es la existencia una propiedad más de su esencia, como la omnipotencia, la omnisciencia, la infinitud o la eternidad?
Ante estas preguntas cruciales de la Ciencia del ser, preguntas que apuntan a su núcleo más íntimo y definitorio, el filósofo trata de hacer ver cómo sus más insignes cultivadores se han alineado en dos diferentes bandos, opuestos e irreconciliables, dando lugar así a una verdadera “gigantomaquia”, a dos tradiciones clásicas y antitéticas de la Metafísica: la tradición empirista y “existencialista” y la tradición racionalista y “esencialista”. El diálogo constante con ambas y el cotejo permanente de sus respectivas tesis vertebra la investigación de Martínez-Liébana.

#### La opción metodológica por el Realismo fenomenológico
La posición filosófica que el pensador zamorano adopta para llevar a cabo su investigación en torno al argumento ontológico es, como se ha dicho, la propia del llamado Realismo fenomenológico o de la llamada “filosofía creóntica”, singular corriente de pensamiento fenomenológico para la que la principal tarea de la filosofía es el esclarecimiento de estados de cosas objetivamente necesarios, arraigados en esencias igualmente necesarias, con necesidad real y trascendente y no meramente psicológica o racional. De acuerdo con esta perspectiva fenomenológica, que hunde sus raíces más profundas en Platón, Anselmo o Descartes y, sobre todo, en las Investigaciones lógicas de Husserl, la del Ente infinito es una cualidad eidética necesaria, una “naturaleza, esencia o forma verdadera e inmutable”, en expresión cartesiana, cuya adecuada captación ha de dar por resultado la intuición intelectual de un tipo de ser (único y singularísimo) en cuyo seno hállase incluida, como un elemento eidético esencial, como una “parte no independiente” más (según terminología husserliana), la existencia real y necesaria. De este modo, pues, el argumento ontológico pretendería simplemente (y nada menos) hacer ver de forma expresa y evidente, mediante una singular intuición intelectual, que esta existencia, única y peculiarísima, inhiere necesariamente en esta esencia sin igual.

## Inclusión y discapacidad

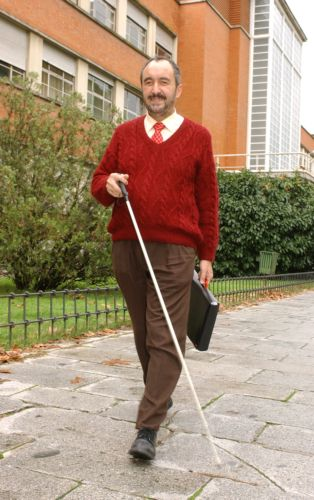
Martínez-Liébana, tras enseñar Metafísica en la facultad, nos muestra de forma efectiva cómo en la discapacidad también es posible la autonomía e independencia.

Por otro lado, su condición de persona invidente le hará entrar en estrecha relación con el mundo de la educación y la psicopedagogía de las personas privadas de vista, relación que perseguirá desde el comienzo dos objetivos esenciales y claramente definidos: primero, estudiar y analizar tanto teórica como empíricamente, sobre casos y experiencias concretos, la validez y objetividad de las categorías fundamentales de la aludida metafísica volitivotáctil; segundo, establecer las bases filosóficas y metafísicas de una auténtica y real integración socioeducativa de las personas con discapacidad visual grave en el seno de la sociedad, en general, y de la escuela (incluida aquí la Universidad), en particular. La dilucidación teórica precisa de los conceptos de integración  [↓G] e inclusión y de los supuestos filosóficos y metafísicos que los fundamentan constituirá, sin duda, una guía rectora de su actividad en este ámbito.
En este sentido, estudió el sistema braille, sistema lectoescritor empleado habitualmente por las personas ciegas en sus actividades de vida diaria, trabajo y acceso a la educación, cultura y formación. Martínez-Liébana se interesa aquí sobre todo por el braille, no solo como medio o vehículo de comunicación escrito, sino como instrumento singular de pensamiento y de aprehensión y configuración del mundo. Guía didáctica para la lectoescritura braille (2004) y la ya mencionada “El sistema braille o de la palabra “digital” a la inteligencia táctil. Contribuciones a la fundamentación de una metafísica volitivotáctil” (2006) son sus aportaciones más notables a este respecto.
Finalmente, Martínez-Liébana se ha ocupado también del análisis y esclarecimiento de los factores y elementos más sustantivos implicados en los conceptos de inclusión, integración, diversidad, discapacidad, etcétera, examinando su singularidad y aplicación concretas al campo específico de la ceguera o discapacidad visual. En este sentido, merece destacar su labor como autor y coordinador de una magna obra en dos volúmenes en torno a ideas, prácticas y metodologías clave relacionadas con el mundo de la educación y la psicopedagogía de las personas ciegas: Aspectos evolutivos y educativos de la deficiencia visual (1999 y 2000), así como su actividad formativa e investigadora en pro de la inclusión e integración de los alumnos privados de vista en el seno de la universidad.

## Obra

### Libros y monografías
- El sentido del tacto como vía de acceso a la objetividad en Condillac, Cóndor, Madrid, 1985.
- Aristóteles y Condillac: dos ensayos críticos, Cóndor, Madrid, 1987.
- Introducción a la Teoría del Conocimiento, EOS, Madrid, 1996.
- El problema del conocimiento del mundo externo en Descartes, Locke y Berkeley, EOS, Madrid, 1996.
- Tacto y objetividad. El problema en la Psicología de Condillac, O.N.C.E., Madrid, 1996. Archivado el 7 de marzo de 2009 en Wayback Machine.
- La teoría de la sensación transformada o el delirio del sensismo, O.N.C.E., Madrid, 1998. Archivado el 7 de marzo de 2009 en Wayback Machine.
- Fundamentos de Filosofía, O.N.C.E., Madrid, 1999.
- Aspectos evolutivos y educativos de la deficiencia visual (coord.), vols. 1 (1999) (enlace roto disponible en Internet Archive; véase el historial, la primera versión y la última). y 2 (2000) Archivado el 7 de marzo de 2009 en Wayback Machine., O.N.C.E., Madrid, 1999 y 2000.
- Condillac, Colección: Filósofos y textos, Ediciones del Orto, Madrid, 2000.
- El “Ciego de Molyneux”: un problema de percepción visual en la Francia ilustrada (1737-1754) (traducción), Editorial Complutense. S. A., Madrid, 2001.
- Guía didáctica para la lectoescritura braille, O.N.C.E., Madrid, 2004. Archivado el 6 de junio de 2014 en Wayback Machine.

### Artículos y conferencias
- “D´Helvetius: Del Espíritu”, Anales del Seminario de Metafísica, XIX (1984), pp. 240-243.
- “María del Carmen Iglesias: El pensamiento de Montesquieu. Política y ciencia natural”, Revista de Filosofía, VII (1984), pp. 392-394.
- “Diego Sánchez Meca: Martin Buber. Fundamento existencial de la intercomunicación”, Revista de Filosofía, VIII (1985), pp. 196-198.
- “Pensée Hispanique et philosophie française des Lumières. Ouvrage collectif de l´Equipe de philosophie ibérique et ibéro-américaine. Publications de l´Université de Toulouse le Mirail”, Revista de Filosofía, IX (1986), pp. 378-380.
- “Ferrater Mora: Modos de hacer filosofía”, Diálogo filosófico, 10 (1988), pp. 126-128.
- “Visión general del presente y futuro de la educación compensatoria y permanente de adultos ciegos y deficientes visuales de España” (comunicación), Jornadas de Educación Permanente, Universidad Nacional de Educación a Distancia. Centro Asociado de Asturias, Gijón, 1988, pp. 359-363.
- “Reflexión general sobre una filosofía de la educación especial de ciegos y deficientes visuales en España” (comunicación), Filosofía de la educación hoy: entorno filosófico y contexto pedagógico, vol. II, U.N.E.D., Madrid, 1990, pp. 113-114.
- “La O.N.C.E. y la reforma educativa” (conferencia), Actas del Congreso Estatal sobre Prestación de Servicios para Personas Ciegas y Deficientes Visuales, vol. III, O.N.C.E., Madrid, 1996, pp. 37-45.
- “Centros de recursos educativos de la O.N.C.E.: perspectivas de futuro” (conferencia), Actas del Congreso Estatal sobre Prestación de Servicios para Personas Ciegas y Deficientes Visuales, vol. III, O.N.C.E., Madrid, 1996, pp. 53-70.
- “Pérgamo. Método de alfabetización para personas ciegas adultas” (comunicación), Actas del Congreso Estatal sobre Prestación de Servicios para Personas Ciegas y Deficientes Visuales, vol. IV, O.N.C.E., Madrid, 1996, pp. 319-322.
- “Notas sobre el relativismo gnoseológico”, Cuaderno de Materiales. Revista de Filosofía y Ciencias Humanas, 4 (1998), pp. 33-40.
- “Perspectivismo y vitalismo: un ensayo de superación de escepticismo e idealismo”, Revista de Filosofía, XI, 19 (1998), pp. 245-259.
- “Locke y Condillac en torno al lenguaje”, Endoxa, 10 (1998), pp. 233-255.
- “Notas sobre la doble idea de sensación en la filosofía de la Modernidad”, Revista de Filosofía, XI, 20 (1998), pp. 275-283.
- “Condillac: conocimiento y mundo externo”, Endoxa, 11 (1999), pp. 297-320.
- “La integración educativa”, Ismael Martínez-Liébana (coord.), Aspectos evolutivos y educativos de la deficiencia visual, vol. II, O.N.C.E., Madrid, 2000, cap. IX.
- “Tacto y descubrimiento del cuerpo propio en Condillac”, Pensamiento. Revista de investigación e información filosófica, LVI, 214 (2000), pp. 69-89.
- “Conocimiento y mundo externo en Berkeley”, Diálogo filosófico, 46 (2000), pp. 69-76.
- “Mente y cuerpo: esbozo de análisis fenomenológico”, Logos. Anales del Seminario de Metafísica, 2 (2000), pp. 339-362.
- “Ser y resistencia: Fundamentos de una Ontología volitiva” (ponencia), Cuadernos de Ontología. IV International Ontology Congress (a tribute to John Bell), 1-2, 2001, pp. 457-458.
- “El ciego de Molyneux: un problema metafísico sobre interconexión sensorial”, Educación y Futuro. Revista de investigación aplicada y experiencias educativas, 6 (2002), pp. 65-79.
- “De la caverna platónica al jardín de los dioses o Sócrates como modelo de educador” (ponencia), Actas del I Congreso virtual INTERED-VISUAL sobre Intervención Educativa y Discapacidad Visual, Junta de Andalucía. Consejería de Educación, Málaga, 2003, formato CD-ROM, 7 pp.  (enlace roto disponible en Internet Archive; véase el historial, la primera versión y la última).
- “¿Parte el argumento ontológico de un concepto meramente subjetivo o del conocimiento de una esencia objetiva y trascendente?: Dos líneas de investigación metafísica opuestas e irreconciliables”, Espíritu. Cuadernos del Instituto Filosófico de Balmesiana, LII, 129 (2004), pp. 5-23.
- “¿Concepto subjetivo o esencia objetiva y trascendente? Una interpretación fenomenológica del punto de partida del argumento ontológico”, Estudios filosóficos, LIV, 155 (2005), pp. 111-135.
- “De la esencia objetiva y trascendente del ser infinito a su existencia necesaria. Una nueva interpretación fenomenológica de los fundamentos metafísicos del argumento ontológico”, Studium. Revista de filosofía y teología, XLV (2005), pp. 39-74.
- “¿Es la existencia un predicado real?: Una nueva dilucidación fenomenológica de los fundamentos metafísicos del argumento ontológico”, Espíritu. Cuadernos del Instituto Filosófico de Balmesiana, LIV, 132 (2005), pp. 253-275.
- “Universidad y discapacidad visual: un esclarecimiento fenomenológico de sus bases filosóficas y sus elementos esenciales”, Revista de ciencias de la educación, 203 (2005), pp. 483-502.
- “Universidad y discapacidad visual: Fenomenología y perspectivas de futuro” (ponencia), I Congreso Nacional sobre Universidad y Discapacidad, S.A.S. Universidad de Salamanca, Salamanca, 2005, pp. 29-36.
- “La ONCE y la universidad en el marco del espacio europeo de enseñanza superior” (ponencia), Adaptar la igualdad, normalizar la diversidad. II Congreso Nacional sobre Universidad y Discapacidad. XI Reunión del Real Patronato sobre Discapacidad, Universidad Complutense de Madrid, Madrid, 2006, pp. 34-41.
- “El sistema braille o de la palabra “digital” a la inteligencia táctil. Contribuciones a la fundamentación de una metafísica volitivotáctil” (conferencia), Intersemiótica y traducción. Traducción y signos no lingüísticos, Diputación provincial de Soria. Servicio de informática, Soria, 2006, formato CD-ROM, 42 pp.
- “Para que aprendas a aprender” (Prólogo), Mariano Fernández Rodríguez et. al., Discapacidad visual y técnicas de estudio, O.N.C.E., Madrid, 2006, pp. 9-12. Archivado el 21 de febrero de 2009 en Wayback Machine.
- “Con las manos también se ve” (Prólogo), Sonia Collado Rubayo et. al., Discapacidad visual y destrezas manipulativas, O.N.C.E., Madrid, 2007, pp. 9-19. Archivado el 21 de febrero de 2009 en Wayback Machine.
- “Del hombre alterado o del olvido de lo humano”, Mephisto. Gaceta literaria humanista universitaria, 1 (2007), p. 3.
- “El placer de lo valioso: reflexiones en torno a una educación como descubridora de placeres cualitativamente superiores” (conferencia), XV Curso sobre valores humanos, Facultad de Filosofía de la U.C.M., Madrid, 2008, 18 pp.
- “Limitación y superación o del valor supremo de dos vidas ejemplares: Louis Braille y Helen Keller” (conferencia), XVI Curso sobre valores humanos, Facultad de Filosofía de la U.C.M., Madrid, 2009, 21 pp.

## Entrevistas en medios audiovisuales de comunicación
↑A.	Entrevista en torno a la esencia del Cristianismo, emitida en la cadena Radio 5 Todo Noticias de Radio Nacional de España, programa “Clave de 5”. 
↑B.	Entrevista en torno a la esencia del hecho religioso, emitida en la cadena Radio 5 Todo Noticias de Radio Nacional de España, programa “Clave de 5”. 
↑C.	Entrevista en torno al tema de la muerte, emitida en la cadena Radio 5 Todo Noticias de Radio Nacional de España, programa “Clave de 5”. 
↑D.	Entrevista realizada por Iñaki Gabilondo en el programa “Hoy por hoy” de la Cadena SER con motivo de la obtención de la plaza de profesor titular de Filosofía en la U.C.M. 
↑E.	Fragmentos de entrevistas concedidas en programas informativos de distintas cadenas de televisión con motivo de la obtención de la plaza de profesor titular de Filosofía en la U.C.M.
↑F.	Entrevista realizada por Elena Markínez en el programa “Un mundo sin barreras” de la cadena de radio Onda Cero, aportando el punto de vista de la experiencia personal a la discusión en torno a la integración de las personas con discapacidad. 
↑G.	Entrevista realizada por José Luis Fernández Iglesias en la cadena Ser en torno a la integración de las personas con discapacidad. 